# نرخ نهایی جانشینی فنی

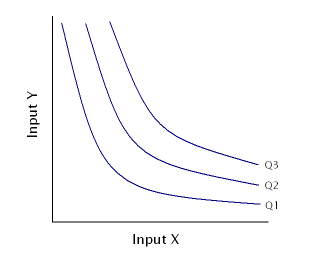
یک نمودار ایزوکوانت که در آن Q3 > Q2 > Q1 است. نرخ نهایی جانشینی فنی در هر نقطه روی نمودار، برابر با قدر مطلق شیب نمودار در آن نقطه است.

در نظریهٔ اقتصاد خرد، نرخ نهایی جانشینی فنی (MRTS) یا نرخ جانشینی فنی (TRS) نشان می‌دهد که تولیدکننده به منظور افزایش یک واحدی نهادهٔ {\displaystyle \ x_{1}} ({\displaystyle \Delta x_{1}=1}) حاضر است چند واحد از مصرف نهادهٔ {\displaystyle \ x_{2}} صرف نظر کند ({\displaystyle -\Delta x_{2}}) به گونه‌ای که سطح تولید ثابت باقی بماند ({\displaystyle y={\bar {y}}}).
{\displaystyle MRTS(x_{1},x_{2})=-{\frac {\Delta x_{2}}{\Delta x_{1}}}={\frac {MP_{1}}{MP_{2}}}}
که در آن {\displaystyle MP_{1}} و {\displaystyle MP_{2}} به ترتیب تولید نهایی نهاده ۱ و نهاده ۲ هستند.